# Ла-Брион
Ла-Брио́н (фр. La Brionne, окс. La Briòne) — коммуна во Франции, находится в регионе Лимузен. Департамент коммуны — Крёз. Входит в состав кантона Сен-Вори. Округ коммуны — Гере.
Код INSEE коммуны — 23033.

## Население
Население коммуны на 2010 год составляло 427 человек.
| 1962 | 1968 | 1975 | 1982 | 1990 | 1999 | 2010 |
| ---- | ---- | ---- | ---- | ---- | ---- | ---- |
| 304  | 278  | 280  | 317  | 348  | 354  | 427  |

## Экономика
В 2010 году среди 282 человек трудоспособного возраста (15—64 лет) 210 были экономически активными, 72 — неактивными (показатель активности — 74,5 %, в 1999 году было 74,0 %). Из 210 активных жителей работали 189 человек (92 мужчины и 97 женщин), безработных было 21 (14 мужчин и 7 женщин). Среди 72 неактивных 18 человек были учениками или студентами, 38 — пенсионерами, 16 были неактивными по другим причинам.